# 郑丽
郑丽（1974年11月5日—），女，黑龙江克东人，中国中央电视台新闻节目主持人、记者。毕业于齐齐哈尔大学中文系。
郑丽于1997年进入黑龙江电视台担任主持人，曾主持该台《新闻夜航》栏目，以“说新闻”的主持风格深入人心。2002年调入中央电视台新闻中心至今，现时担任《整点新闻》、《晚间新闻》、《朝闻天下》等新闻节目的出镜主播以及《新闻社区》（2003年-2008年间播出）等栏目的主持人，从业经验丰富，涉猎广泛。2020年9月起开始担任《新闻联播》主持人。

## 生平
1974年，郑丽出生于黑龙江省克东县。
1982年，郑丽在克东县读书。1993年，郑丽考入齐齐哈尔大学。
1997年，郑丽分配到黑龙江电视台主持节目。2002年，郑丽调入中国中央电视台，主持《朝闻天下》、《新闻社区》、《午夜新闻》、《午夜聚焦》等节目。
2020年9月24日晚，郑丽与男主播刚强搭档，出镜主持《新闻联播》节目，成为该节目自本月以来的第四位新任主播和第二位新任女主播，也是继邢质斌之后的首位非本科播音专业出身的主播。